# قائمة الأعلام اللبنانية
هذه هي قائمة الأعلام اللبنانية واللافتات والشعارات المتعلقة بلبنان ، لمزيد من المعلومات، راجع علم لبنان .

## العلم الوطني
| علَم | تاريخ        | يستخدم            | وصف                                                                                            |
| --- | ------------ | ----------------- | ---------------------------------------------------------------------------------------------- |
|     | 1995 – اليوم | علم لبنان         | شريط ثلاثي أفقي من اللون الأحمر والأبيض (ارتفاع مزدوج) والأحمر؛ تتوسطه شجرة أرز لبنانية خضراء. |
|     | 1995 – اليوم | علم لبنان (عمودي) |                                                                                                |

## الأعلام العسكرية
| علَم | تاريخ        | يستخدم                                          | وصف                                                                                              |
| --- | ------------ | ----------------------------------------------- | ------------------------------------------------------------------------------------------------ |
|     | 1949 – اليوم | علم القوات الجوية اللبنانية                     | خلفية زرقاء مع شعار القوات الجوية في الوسط.                                                      |
|     | 1991 – اليوم | علم القوات المسلحة اللبنانية (الأمام)           | العلم اللبناني ذو الألوان الثلاثة مع 4 غارات في كل زاوية وكتابة باللغة العربية على جانبي الشجرة. |
|     | 1991 – اليوم | علم القوات المسلحة اللبنانية (الخلف)            | علم قُطري ثنائي اللون الأبيض والأحمر.                                                             |
|     | 1945 – 1991  | علم القوات المسلحة اللبنانية                    | العلم اللبناني ذو الألوان الثلاثة مع كتابة باللغة العربية على جانبي الشجرة.                      |
|     | 1984 – اليوم | علم الحرس الجمهوري                              | خلفية كُحليَّة يحمل شعار الحارس في المنتصف.                                                         |
|     | 1916 – 1920  | علم القوات اللبنانية خلال الحرب العالمية الأولى | خلفية بيضاء مع صليب أحمر يمتد إلى زوايا الحقل وشجرة سوداء في الوسط.                              |
|     | 1950 – اليوم | علم البحرية اللبنانية                           | خلفية بيضاء مع شعار البحرية في الوسط.                                                            |
|     | 1950 – اليوم | علم البحرية اللبنانية                           | العلم اللبناني ذو الألوان الثلاثة مع شريطين أبيضين عموديين، كل منهما يحمل مرساة حمراء.           |

## أعلام الجماعات الدينية
| علَم | تاريخ                             | يستخدم         | وصف |
| --- | --------------------------------- | -------------- | --- |
|     | حوالي القرنين التاسع عشر والعشرين | العلم الدرزي   |     |
|     | حوالي القرن الثامن عشر            | العلم الماروني |     |

## أعلام البلدية والمقاطعة
| علَم | تاريخ        | يستخدم        | وصف                                   |
| --- | ------------ | ------------- | ------------------------------------- |
|     | 1943 – اليوم | علم دير القمر | خلفية حمراء مع صليب أخضر.             |
|     | 1943 – اليوم | علم بيروت     | خلفية بيضاء مع شعار البلدية في الوسط. |